# Rezoluce Rady bezpečnosti OSN č. 1874
Rezoluce Rady bezpečnosti OSN č. 1874 (S/2009/301) byla odpovědí na jaderný test, který provedla Severní Korea 25. května 2009, a zavedla proti ní další sankce. Rezoluce byla Radou bezpečnosti OSN jednomyslně schválena 12. června 2009.

## Ustanovení
Ustanovení rezoluce obsahovala:
- Požadavek na vládu Severní Koreje, aby se neprodleně vrátila k šestistranným rozhovorům a odvolala své prohlášení o odstoupení od smlouvy o nešíření jaderných zbraní.
- Požadavek, aby Severní Korea zastavila svůj jaderný program a neprováděla žádné další jaderné či raketové testy.
- Zamezení finančních služeb, jež by mohly podporovat programy spojené s jaderným programem či balistickými raketami.
- Nařízení členským státům, aby neposkytovaly finanční podporu severokorejskému jadernému programu ani tomuto státu neposkytovaly žádné půjčky, vyjma humanitárních důvodů a důvodů podporujících rozvoj.
- Povolení pro členské státy kontrolovat, „podle jejich národních legislativ a v souladu s mezinárodním právem“, nákladní dopravu Severní Koreje na zemi, na moři i ve vzduchu a zničit jakékoli zboží, které by bylo podezřelé ze spojení se severokorejským jaderným programem.
- Rozšíření zbrojního embarga uvaleného na Severní Koreu zákazem vývozu veškerých zbraní ze země a většiny dovozu, s výjimkou ručních zbraní (tzv. SALW - anglicky small arms and light weapons) a souvisejícího materiálu. Členské státy však v tomto případě musí o prodeji informovat Radu bezpečnosti minimálně pět dní předem.
- Žádost na členské státy, aby do 45 dnů informovaly Radu, jakým způsobem hodlají tyto sankce uvést v činnost.
- Potvrzení, že Rada bezpečnosti se nadále bude zasazovat o nalezení mírového a diplomatického řešení situace.

## Porušení rezoluce
Tři roky po schválení rezoluce, 12. prosince 2012, vynesla severokorejská raketa dlouhého doletu Unha-3 na oběžnou dráhu satelit. Rada bezpečnosti, jakož i jiné organizace a státy světa, čin odsoudila a prohlásila jej za porušení této rezoluce, konkrétně bodu, jenž požadoval, aby Severní Korea přestala používat balistické rakety.